# Калинець Ігор Миронович
І́гор Миро́нович Калине́ць  (нар. 9 липня 1939, Ходорів — 28 червня 2025, Львів, Україна) — український поет і прозаїк, один із чільних представників так званої «пізньошістдесятницької» генерації і дисидентсько-самвидавного руху в Україні, політв'язень. Почесний доктор Львівського національного університету ім. Франка.

## Біографія
Ігор Калинець народився 9 липня 1939 року в місті Ходорів, нині Львівської області, Україна. У 1956–1961 роках навчався у Львівському університеті, на філологічному факультеті. Після закінчення університету працював у Львівському обласному державному архіві (1961—1972).
Вдівець Ірини Онуфріївни Стасів-Калинець.
За участь у дисидентському русі 11 серпня 1972 року Калинця було засуджено на 6 років ув'язнення суворого режиму й 3 роки заслання. Покарання відбував у Пермських концтаборах разом з Іваном Світличним, Василем Стусом, Миколою Горбалем, Степаном Сапеляком та іншими. Заслання відбував разом із дружиною Іриною Стасів-Калинець на Забайкаллі, у с. Ундино-Посєльє, Балейського району в Читинській області.
Після повернення до Львова у 1981 році працював у Львівській науковій бібліотеці ім. В. Стефаника. З 1987 року брав участь у виданні самвидавного журналу «Євшан-зілля», згодом став його редактором.
Окрім творів для дорослих, пише також вірші для дітей. Було видано кілька книг, які розійшлися не тільки в Україні, а й у країнах із великою українською діаспорою (Казахстан, Канада, США, Аргентина). Його книгу «Небилиці про котика і кицю» ілюструвала українська художниця Вікторія Ковальчук у 2005 році.
У 2018 році український режисер Олександр Фразе-Фразенко презентував стрічку «Пан Ніхто», в якій розповів історію життя поета.
Помер 28 червня 2025 року у Львові.

## Творчість
Поетичну творчість Калинця, на пропозицію самого автора, прийнято хронологічно поділяти на дві головні частини: дев'ять книжок, написаних перед ув'язненням у 1972 р. (з них офіційно в УРСР опубліковано було лише першу — «Вогонь Купала», 1966, решта функціонувала у самвидавному обігу) і вісім — написаних під час ув'язнення та на виселенні (до 1991 р. функціонували тільки у Самвидаві). Згідно з цим поділом і було підготовлено та випущено два томи поезій Калинця — «Пробуджена муза» (Варшава, 1991) та «Невольнича муза» (Балтимор — Торонто, 1991). 1991 року збірку вибраних поезій «Тринадцять алогій» видано було також в Україні і у Росії.
Ілюстрації до збірки поезій Ігоря Калинця «Відчинення вертепу», які були видрукувані в Лондоні під назвою «Поезії з України» створив у 1969 році Богдан Сорока. Це спонукало КДБ порушити кримінальну справу проти художника, десятиліття його твори забороняли виставляти і згадувати його ім'я у пресі. Інші збірки поета: «Підсумовуючи мовчання» (1971), «Коронування опудала» (1972), «Слово триваюче» (1997), «Терновий колір любові» (1998).
Один із найтонших дослідників поезії Калинця Данило Гузар-Струк у передмові до «Невольничої музи» виокремлює «три головні течії» в його поезії: «оспівування культури, любовне прагнення та суспільний протест». Висока культура поетичного мислення й мовлення, любов до текстових стилізацій, надзвичайна формальна винахідливість притаманні Калинцю упродовж усього його творчого розвитку, а такі риси як ерудиція, іронічність, шляхетність у поводженні зі словообразом роблять цю поезію без перебільшення видатним явищем. Саме з появою в українському літературному процесі Калинця почалися дискусії про необароко. Українське бароко і справді можна розглядати як одне із джерел Калинцевих інспірацій, іншим таким джерелом є, безперечно, творчість Богдана-Ігоря Антонича. Ще одна вельми цікава особливість: поет ніколи не писав окремих віршів, його метод полягав у творенні циклів, які своєю чергою переростали у книжки (свідчення «структуралістського» бачення світу).
Творчість Калинця суттєво вплинула на багатьох українських поетів пізніших поколінь, виявившись дуже суголосною найновішим поетичним пошукам. Після повернення з ув'язнення та виселення 1981 року Калинець, за його словами, цілком замовкає як поет (завершене явище) і стає «імпресаріо колишнього Ігоря Калинця». Тим часом пише і публікує казки для дітей (наприклад, «Дурні казки», 1998), готує перевидання власних поезій. 1994 року журнал «Сучасність» опублікував його повість «Молімось зорям дальнім», написану ще 1972 року під час перебування в слідчому ізоляторі львівської в'язниці. Проте Калинець залишається передовсім поетом, творцем вельми індивідуального, легко впізнаваного (за всієї стилістичної різноманітності) і в той же час напрочуд цілісного світу.

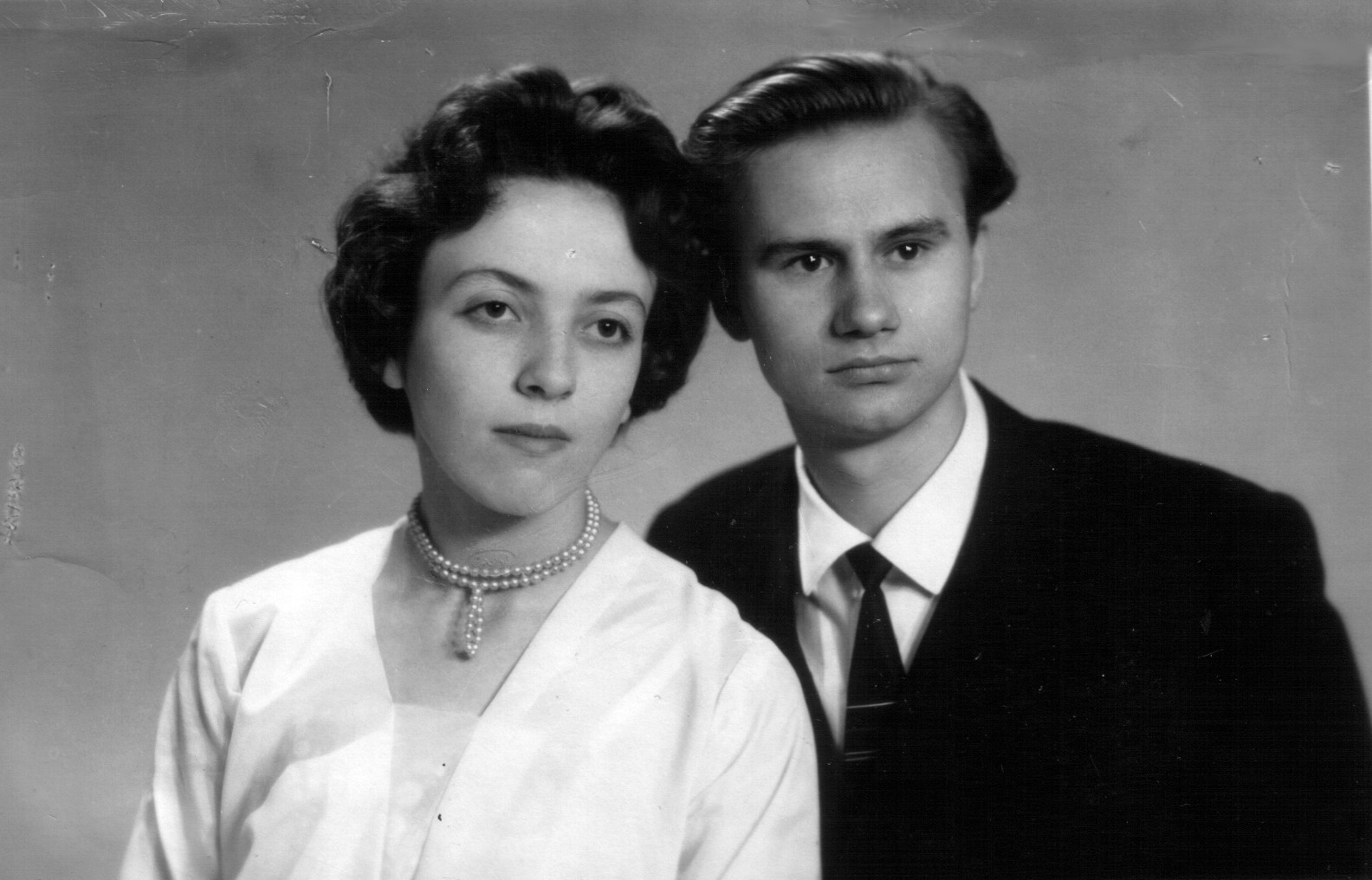
Ігор із дружиною Іриною, 1961

### Книга«Знане і незнане про Антонича»
Окрім обкладинки, яка виконана в стилі західноукраїнських модерних малярів 1930-х років, другий варіант цього видання відрізняється від першого (Львів: Друкарські куншти, 2010. — 140 с.; 16 арк. іл.) вдвічі більшим обсягом тексту. Кількість ілюстрацій у новому виданні є більшою втричі.
Написана на широкому фактографічному матеріалі, книга Ігоря Калинця на сьогодні залишається найавторитетнішим джерелом біографії одного з найвидатніших українських письменників XX століття, дає відповіді на низку питань, які не один рік ставлять собі читачі, поціновувачі та дослідники творчості Богдана Ігоря Антонича, і які передусім ставив собі сам автор дослідження. Багато із описаних у книзі подій (віднайдення могили Антонича, заходи популяризації його творчості в 1960-х та 1980-х роках) пережив сам Ігор Калинець як їх ініціатор та активний учасник.
Книга є своєрідним внеском до відзначення 100-річчя від дня народження Богдана Ігоря Антонича, яке увінчалося низкою заходів різноманітного жанру. Саме у час ювілею Богдана-Ігоря Антонича в Ігоря Калинця зародилася ідея написати цю книгу.
До справи Калинця долучилося ще двоє людей, зокрема розділ «Університет» написав Данило Ільницький, дослідник життя і творчості Богдана Ігоря Антонича, упорядник його «Повного зібрання творів» (Львів: Літопис, 2009), а розділ «Антоничі в Бортятині» — Ольга Дядинчук, директор музею-садиби Антоничів у селі Бортятині Мостиського району Львівської області, де тривалий час проживали батьки Б. І. Антонича (тут вони й поховані), і де часто бував сам письменник.
Видання містить наступні розділи: «Дитинство», «Гімназія», «Університет» (автором розділу є Данило Ільницький), «Гурток україністів, АНУМ, УТБ», «Левандівська „Просвіта“», «Антоничі в Бортятині» (автором розділу є Ольга Дядинчук), «Публікації», «Опера „Довбуш“», «Творчий процес», «Друзі», «Недуга», «Похорон», «Портрет», «Могила», «Наречена», «Архів».
Цінність книги і в «Додатках», у яких — статті Дмитра Бучинського, Валеріяна Ревуцького, Ірини Калинець, Івана Гречка, а також листи Ольги Олійник до о. Йосифа Кладочного і Миколи Неврлого, документи КГБ за 1987 р. та список усіх лауреатів літературного конкурсу «Привітання життя» імені Богдана Ігоря Антонича. Завершується книжка віршем учасника цього конкурсу, львівського поета Романа Тарнавського.

## Нагороди
- 2017 — лавреат Міжнародної літературної премії імені Григорія Сковороди «Сад божественних пісень»[16] за книгу «Молімось зорям дальнім»;
- 2015 року був висунутий Інститутом Івана Франка НАН України як кандидат на Нобелівську премію з літератури, але її не одержав[17].
- Орден Свободи (10 липня 2009) — за громадянську мужність у відстоюванні ідеалів свободи та справедливості, плідну літературну діяльність[18]
- Орден князя Ярослава Мудрого V ст. (17 березня 2008) — за значний особистий внесок у розвиток національної культури, вагомі творчі здобутки і високий професіоналізм та з нагоди Всеукраїнського дня працівників культури та аматорів народного мистецтва[19];
- Національна премія України імені Тараса Шевченка за книжку вибраних поезій «Тринадцять алогій» (1992);
- у 1977 року Ігор Калинець був нагороджений премією імені Івана Франка в Чикаго;
- у 1992 році отримав премію імені Василя Стуса.

22 серпня 2016 року указом Президента України Петра Порошенка «Про відзначення державними нагородами України з нагоди 25-ї річниці незалежності України» Ігор Калинець був нагороджений орденом князя Ярослава Мудрого IV ступеня. Однак він відмовився від нього на знак протесту проти, за його словами, «жорстокого зросійщення».

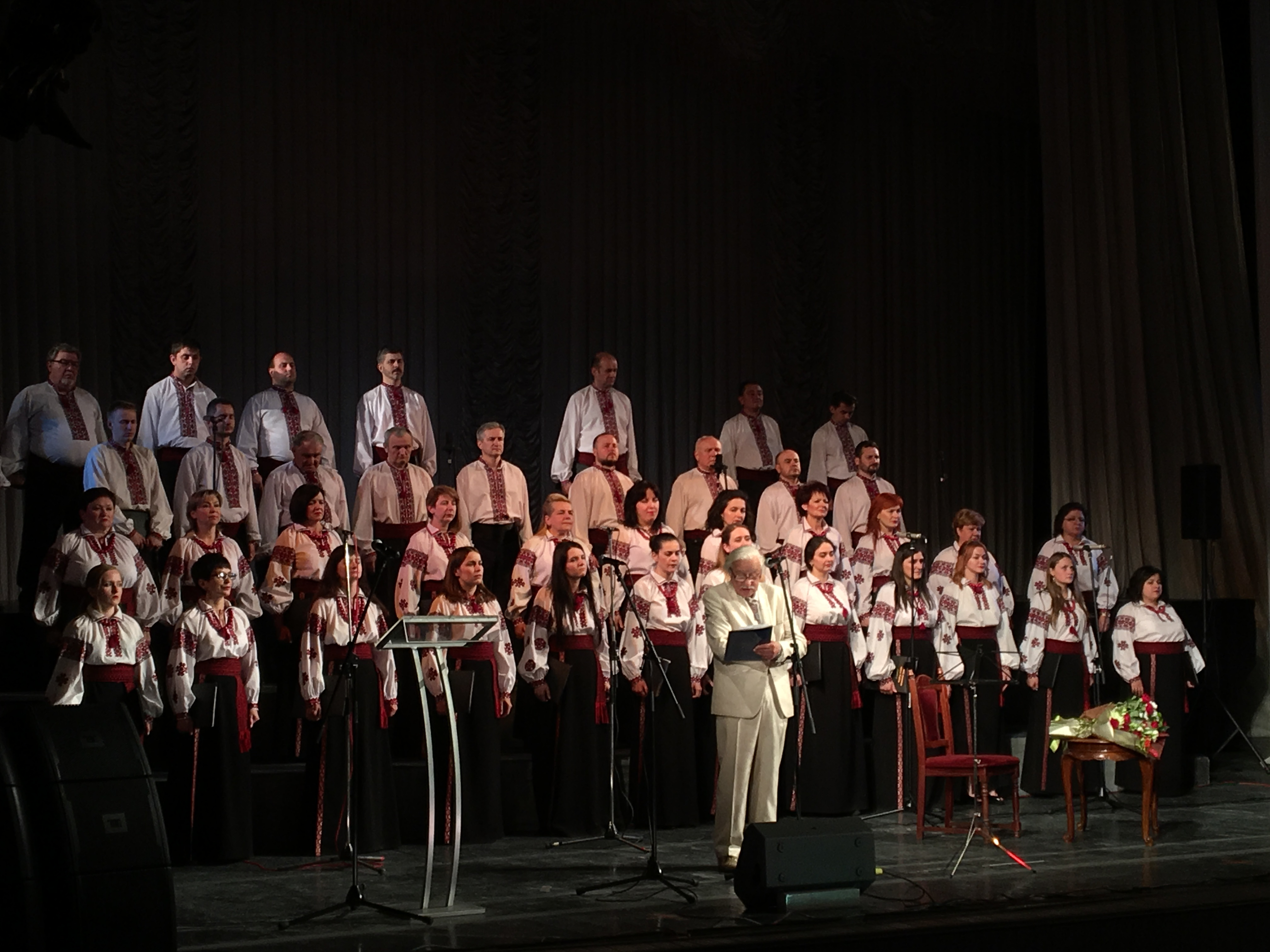
Святкування 80-ліття Калинця, Львівська опера, 2019

9 липня 2019 року Ігореві Калинцю виповнилося 80 років. 8 липня у Львівській національній опері відбувся творчий вечір «Україна. Дорога Ігоря Калинця». До ювілею громадського діяча, активного учасника руху шістдесятників, політичного в'язня, Почесного доктора Львівського національного університету імені Івана Франка, лавреата Національної премії імені Тараса Шевченка відбулося символічне погашення маркованого конверта. У програмі вечора зі словом про великого Українця виступила директор Міжнародного інституту освіти, культури та зв'язків з діаспорою Національного університету «Львівська політехніка» Ірина Ключковська.  На сцені славного Ювіляра привітали почесний голова Всеукраїнського та голова Львівського обласного товариства політичних в'язнів та репресованих Петро Франко, голова Комітету Верховної Ради України Микола Княжицький, який вручив йому Почесну грамоту Верховної Ради України, голова Львівської облдержадміністрації Маркіян Мальський, попередній голова обладміністрації Олег Синютка, меценат і організатор свята депутат ЛМР Роман Грицевич. Андрій Садовий вручив ювіляру почесну відзнаку «Золотий герб міста Львова».. Глава УГКЦ Блаженніший Святослав висловив слова привітання видатному українцю Ігорю Калинцю з нагоди його ювілею.
У січні 2022 року став Народним поетом України. За рішенням міжнародного журі таку нагороду одержують поети, відомі своєю визначною творчістю та подвижницькою діяльністю на благо України.
1 листопада 2023 Ігор Калинець став лауреатом премії імені Митрополита Андрея Шептицького.
29 листопада 2023 року в Національному академічному українському драматичному театрі імені Марії Заньковецької відбулося музично-театральне дійство «Україна. Хресна дорога» на тексти Ігоря Калинця, музика Віктора Камінського у виконанні Заслуженої академічної капели України «Трембіта» (під батутою народного артиста України Миколи Кулика).

## Родина
- Дружина Ірина Калинець
- Донька Дзвенислава Калинець-Мамчур[9]

## Цитати
- «Зараз ситуація кепська, зла, як і тоді, в радянський час. А який вихід із неї? Не можу сказати…Хоч знаю, що нічого доброго немає і відчувається погіршення. Дуже сильна „п'ята колона“, і ми не можемо подолати її у гуманний спосіб»[27] (липень 2019).
- «Шістдесятництво було різне, проте воно завжди було виявом національного опору, було Митусою. Тому на перший план вийшли митці, передусім письменники».
- «Моя поезія до арешту — це суцільна присвята нашим борцям за волю. Не люблю слова дисидент, бо були ми не дисидентами, а чимось іншим. Саме за це мене судили. Це справді — честь». (https://dyvoslovo.com.ua/wp-content/uploads/2015/10/14-0615.pdf [Архівовано 19 липня 2019 у Wayback Machine.])
- «Гордий, що Україна породила таке масове повстання народу, що маємо героїв, які ризикують своїм життям, ідуть на смерть. Вони — жертовні діти України. І ми свого часу жертвували усім, хоч і знали, що нас чекають ув'язнення чи ще гірша участь. Багато людей не повернулося із заслань. Згадаймо Валерія Марченка, Василя Стуса, Олексу Тихого… Зараз є надія, що ми ще можемо боротися за свою повноцінну незалежність.» (https://wz.lviv.ua/interview/125650-ihor-kalynets-my-maiemo-heroiv-iaki-idut-na-smert-vony-zhertovni-dity-ukrainy [Архівовано 19 липня 2019 у Wayback Machine.])
- «Але своїх „червоних ліній“ я не переступав. Встояв перед ренегатством, зрадою. В ув'язненні крилатим висловом усіх „політичних“ були слова Шевченка: „Караюсь, мучусь, але не каюсь“. Ми витримали. Без каяття, без якихось негарних вчинків, без зради ідеалів, відступу від них. Іспит витримали переважно всі, за поодинокими винятками…» (https://zik.ua/news/2016/11/17/igor_kalynets_ya_ne_stavlyu_ostannoi_krapky_992867 [Архівовано 19 липня 2019 у Wayback Machine.])

## Публікації
- Ільницький, М. Ключем метафори відімкнені вуста… Поезія Ігоря Калинця. — Париж; Львів; Цвікау: «Зерна», 2001. — 189 с.
- Калинець, Ігор. Вогонь Купала: Поезії / Лариса З. Онишкевич (Передм.). — Париж та ін. : Смолоскип, 1975. — 46 c. — (Бібліотека «Смолоскипа»; Ч.20). — Передрук забороненої в Україні збірки поезій.
- Калинець, І. Зібрання творів: У 2 т. — К. : Факт, 2004. — Т. 1 : Пробуджена муза. — К. : Факт, 2004—416 с. — ISBN 966-8408-57-8.
- Калинець, І. Зібрання творів: У 2 т. — К. : Факт, 2004. — Т. 2 : Невольнича муза. — К. : Факт, 2004—542 с. — ISBN 966-8408-57-8.
- Калинець, І. Казки зі Львова / Ірина Балдина (художн.). — 2. вид., доп. — Л. : Сполом, 2005. — 224 с. : іл. — ISBN 966-665-306-0.
- Калинець, І. Майже казки, або повернення Діви Марії / Зеновія Юськів (худож.). — Львів: Свічадо, 1997. — 32 с. — ISBN 966-561-046-5.
- Калинець, І. Дурні казки / Тетяна Борисівна Савельєва (худож.). — Л. : Каменяр, 1996. — 48 с. : іл. — ISBN 5-7745-0676-2.
- Калинець, І. Магістрат: Вірші. — Л. : Літературна агенція «Піраміда», 2003. — 34 с. — ISBN 966-7188-88-4.
- Калинець, І. Одержимість: Інтерв'ю Юрія Зайцева з Ігорем Калинцем / Інститут українознавства ім. І.Крип'якевича НАН України. — Л. : Піраміда, 2002. — 176 с. : фотоіл. — (Серія; № 2). — З дарчим написом автора. — ISBN 966-02-280-58.
- Калинець, І. Пісеньки та віршики зі Львова / Ірина Мар'єнко (художн.). — Л. : Сполом, 2006. — 272 с. : іл. — ISBN 966-665-359-1.
- Калинець, І. Про дівчинку і квіти / Сергій Іванов (худож.). — К. : Веселка, 1995. — 39 с. — ISBN 5-301-01601-6.
- Калинець, І. Слово триваюче: Поезії. — Х. : Фоліо, 1997. — 542 с. — (Українська література XX століття). — ISBN 966-03-0017-4.
- Калинець, І. Пан Ніхто: Довга казка / Ольга Погрібна-Кох (художн.). — Стрий: Щедрик, 1994. — 70 с. — ISBN 5-7707-2520-6.
- Калинець, І. Поезії / Елеонора Соловей (вступ.сл.). — Л. : Піраміда, 2008. — 604с. — (Серія «Бібліотека Шевченківського комітету»). — ISBN 978-966-441-1*01-8.
- Калинець, І. Таке собі та інше: Казки / Іван Остафійчук (художн.). — Л. : Світ дитини, 1999. — 79 с. — (Бібліотечка школяра; Кн.4).
- Калинець, І. Терновий колір любові: Мала книжка любовної лірики. — К. : Факт, 1998. — 116 с. — (На схилі тисячоліття). — ISBN 966-7274-36-5.
- Калинець, І. Ці квіти нестерпні: Малий поетичний зільник. — К. : Факт, 2000. — 94 с. — ISBN 966-7274-65-9.
- Калинець, І. Данка і Крак : казкова повість / І. Калинець ; іл. М. Кошулінської. — Львів : Видавництво Старого Лева, 2018. — 128 с. — ISBN 978-617-679-580-3.

## Інтерв'ю
- Ігор Калинець в етері Незалежного Радіо [Архівовано 1 жовтня 2012 у Wayback Machine.]
- Ігор Калинець, дисидент: Я не написав жодного твору в дусі «павличкізму» [Архівовано 15 березня 2022 у Wayback Machine.]
- АКТУАЛЬНІ ДІАЛОГИ ВАСИЛЯ СЛАПЧУКА. Інтерв'ю з Ігорем Калинцем [Архівовано 19 липня 2019 у Wayback Machine.]
- Ігор Калинець: «Ми маємо героїв, які ідуть на смерть. Вони — жертовні діти України» [Архівовано 19 липня 2019 у Wayback Machine.]
- Ігор Калинець: Я хотів би бачити молодь патріотичною, щоб це було основне, чим люди керуються в житті, бо в іншому не бачу сенсу  [Архівовано 19 липня 2019 у Wayback Machine.]
- Ігор Калинець: Я не ставлю останньої крапки [Архівовано 19 липня 2019 у Wayback Machine.]
- Ігор Калинець. Росія для мене — порожнє місце". Поет і дисидент — про одностайність українського спротиву російському імперіалізму https://theukrainians.org/ihor-kalynets/
- День політв'язня: українські дисиденти про те, як нам вберегти Україну (12 січня 2024) https://www.ukrinform.ua/rubric-society/3812499-den-politvazna-ukrainski-disidenti-pro-te-ak-nam-vberegti-ukrainu.html